# Буклет
Буклет (англ.  booklet) — вид друкованої продукції, характерний для рекламної поліграфії, має зовнішню схожість з брошурою, але зазвичай більш складної конструкції і продуманого дизайну. Являє собою листи, скріплені в корінці, або сфальцьовані у два і більше згинів аркушу паперу, на обох сторонах якого розміщена текстова та/або графічна інформація. Традиційно буклети виготовляються на папері з аркуша формату А4 або менше (рекламні видання, що друкуються форматом А4 і більше, називаються проспектами).
Слід відрізняти буклет від листівки і брошури, бо листівкою вважається друкована продукція з одним згином, або зовсім без них. Під брошурою ж розуміється неперіодичне текстове книжкове видання (наприклад, за стандартами СРСР обсягом понад 4, але не більше 48 сторінок), що складається із двох основних елементів: блоку і паперової обкладинки, та скріплених між собою за допомогою шиття, скріпкою, ниткою або мотузкою тощо.